# 披盖病毒科
披盖病毒科（学名：Togaviridae）是馬特利病毒目下的一个科。

## 下属分类
本科包括以下属：
- 阿尔法病毒属 Alphavirus ，甲病毒属，α病毒属
- 风疹病毒属 Rubivirus